# Diplazium tenuifolium
Diplazium tenuifolium är en majbräkenväxtart som först beskrevs av Edwin Bingham Copeland och som fick sitt nu gällande namn av David Bruce Lellinger.
Diplazium tenuifolium ingår i släktet Diplazium och familjen Athyriaceae. Inga underarter finns listade i Catalogue of Life.